# Sylvie Hubac
Sylvie Hubac (n. Túnez, 5 de marzo de 1956) es una política francesa. 
Graduada por el Instituto de Estudios Políticos de París y también por el Institut National des Langues et Civilisations Orientales, posteriormente se licenció en Derecho por la Escuela Nacional de Administración. Tiempo más tarde Sylvie Hubac, comenzó su carrera política siendo consejera de Estado en el Consejo de Estado de Francia, y desde entonces ha comenzado a tener diferentes cargos en el Gobierno Francés comenzando en el cargo de maestra de solicitudes de escucha en el Consejo de Estado entre los años 1980 y 1988, asesora técnica en el Gabinete político de Michel Rocard hasta el año 1991, directora adjunta del Gabinete en el Ministerio de Cultura presidido por Jack Lang, en 1993 fue la Primera Consejera en la Embajada de Francia en España (presidida por el embajador André Gadaud), en 1996 fue la Delegada del Gobierno sobre la Sección de Litigios del Consejo de Estado, en 1998 fue directora general de Servicios para la región de Isla de Francia, en el año 2000 fue la Directora Nacional de Música, Danza, Teatro y Espectáculos de Francia, en el 2004 fue Presidenta de la quinta subsección de la Sección de Litigios del Consejo de Estado, también en el mes de abril de 2004 fue la presidenta de la  Comisión de clasificación de obras cinematográficas de Francia hasta el 2012, y en septiembre de 2010 fue Presidente del Consejo Supremo de la propiedad literaria y artística hasta el año 2012.
Posteriormente tras haber obtenido numerosos cargos en el gobierno de Francia Sylvie Hubac, fue nombrada el día 15 de mayo del año 2012 sucediendo a Christian Frémont, siendo Directora del Gabinete del Presidente de la República Francesa (François Hollande), y también fue nombrada a la vez como representante Personal del Presidente de Francia ante el Copríncipes de Andorra, cargo que ocupó entre el 21 de mayo de 2012 y el 5 de enero de 2015.
Sylvie Hubac está casada con Philippe Crouzet (Presidente de la empresa energética Vallourec) y es madre de dos hijos. 

## Premios y condecoraciones
- Caballero de la Legión de honor.
- Caballero de la Orden Nacional del Mérito Francés.
- Comendadora de la Orden de las Artes y las Letras.